# Bohumil Brhel
Bohumil Brhel (* 10. června 1965, Gottwaldov) je bývalý československý motocyklový závodník, reprezentant v ploché dráze.

## Závodní kariéra
V kvalifikaci Grand Prix startoval v letech 1995-2008. V letech 1986-1994 startoval v kvalifikačních závodech mistrovství světa jednotlivců, nejlépe skončil ve světovém finále v roce 1989 na 16. místě. V Mistrovství světa družstev startoval v letech 1988-2006, v roce 1999 skončil tým na 2. místě ve světovém finále. V Mistrovství světa dvojic startoval v letech 1989-2003. V Mistrovství Česka jednotlivců získal šest mistrovských titulů. V britské profesionální lize jezdil za Kings Lynn Stars, Oxford Cheethas a Peterboroughs Panthers.

## Mistrovství Československa a Česka jednotlivců na klasické ploché dráze
- 1986 – 15. místo
- 1987 – 16. místo
- 1988 – 6. místo
- 1989 – 4. místo
- 1991 – 2. místo
- 1992 – 1. místo
- 1993 – 1. místo
- 1994 – 4. místo
- 1995 – 10. místo
- 1996 – 3. místo
- 1997 – 2. místo
- 1998 – 1. místo
- 1999 – 3. místo
- 2000 – 1. místo
- 2001 – 1. místo
- 2002 – 2. místo
- 2004 – 1. místo